# ESRS
Europejskie Standardy Sprawozdawczości Zrównoważonego Rozwoju (ESSZR, ang. European Sustainability Reporting Standards, ESRS) – zestaw wytycznych opracowanych przez Unię Europejską, mających na celu ujednolicenie i podniesienie jakości raportowania kwestii zrównoważonego rozwoju przez przedsiębiorstwa. Standardy te stanowią integralną część Dyrektywy w sprawie sprawozdawczości przedsiębiorstw w zakresie zrównoważonego rozwoju (CSRD), która zastępuje wcześniejszą Dyrektywę w sprawie sprawozdawczości niefinansowej (NFRD).

## Zakres i struktura 12 standardów ESRS[2]
ESRS obejmują szeroki zakres tematów związanych z aspektami środowiskowymi, społecznymi oraz ładem korporacyjnym (ESG). Standardy te są podzielone na:
Standardy przekrojowe: dwa standardy, które definiują ogólne zasady raportowania.
ESRS 1 Wymogi ogólne
ESRS 2 Ujawnienia ogólne
Standardy tematyczne: Środowiskowe (E): pięć standardów dotyczących m.in. zmiany klimatu, zanieczyszczeń, bioróżnorodności oraz gospodarki o obiegu zamkniętym.
ESRS E1 – Zmiana klimatu
ESRS E2 – Zanieczyszczenia
ESRS E3 – Woda i zasoby morskie
ESRS E4 – Bioróżnorodność i ekosystemy
ESRS E5 – Wykorzystanie zasobów i gospodarka obiegu zamkniętego
Standardy tematyczne: Społeczne (S): cztery standardy odnoszące się do kwestii pracowniczych, praw człowieka oraz relacji z konsumentami.
ESRS S1 – Kadra pracownicza
ESRS S2 – Pracownicy w łańcuchu wartości
ESRS S3 – Społeczności dotknięte
ESRS S4 – Konsumenci i użytkownicy końcowi
Standard tematyczny: Ład korporacyjny (G): jeden standard dotyczący zarządzania przedsiębiorstwem.
ESRS G1 – Postępowanie w biznesie

## Implementacja i obowiązywanie
Komisja Europejska przyjęła pierwszy zestaw standardów ESRS 31 lipca 2023 roku. Standardy te mają zastosowanie do wszystkich dużych przedsiębiorstw oraz jednostek notowanych na rynkach regulowanych w Unii Europejskiej, niezależnie od sektora działalności. Obowiązek raportowania zgodnie z ESRS będzie wprowadzany stopniowo od 2025 roku, począwszy od największych podmiotów.

## Cel i znaczenie ESRS
Głównym celem wprowadzenia ESRS jest zwiększenie przejrzystości i porównywalności informacji dotyczących zrównoważonego rozwoju, co ma wspierać inwestorów w podejmowaniu świadomych decyzji oraz promować odpowiedzialne praktyki biznesowe. Standardy te mają również na celu zapewnienie, że przedsiębiorstwa uwzględniają w swojej działalności wpływ na środowisko i społeczeństwo, co jest kluczowe dla realizacji celów zrównoważonego rozwoju Unii Europejskiej.

## Rola EFRAG w opracowaniu ESRS
Za opracowanie technicznych standardów ESRS odpowiedzialna była Europejska Grupa Doradcza ds. Sprawozdawczości Finansowej (EFRAG). EFRAG prowadziła konsultacje z różnymi interesariuszami, aby zapewnić, że standardy są kompleksowe i odpowiadają na potrzeby rynku.

## Wyzwania i krytyka
Wprowadzenie ESRS spotkało się z różnymi reakcjami. Niektóre przedsiębiorstwa wyrażają obawy dotyczące dodatkowych obciążeń administracyjnych oraz kosztów związanych z wdrożeniem nowych standardów. Jednak zwolennicy podkreślają, że jednolite standardy raportowania przyczynią się do zwiększenia transparentności i odpowiedzialności korporacyjnej, co jest korzystne dla całego rynku. W lutym 2025 roku, wskutek presji wywartej przez sprzeciw państw członkowskich i podmiotów gospodarczych wobec nowych przepisów, które ich zdaniem zwiększyłyby koszty i zmniejszyły konkurencyjność ich działalności, Komisja Europejska złagodziła wymagania w ramach sprawozdawczości zrównoważonego rozwoju.

## Przyszłość raportowania zrównoważonego rozwoju
Wdrożenie ESRS stanowi istotny krok w kierunku zrównoważonego rozwoju w Europie. Jednak skuteczność tych standardów będzie zależeć od ich właściwej implementacji przez przedsiębiorstwa oraz od skutecznego nadzoru ze strony organów regulacyjnych. Ważne będzie również monitorowanie i aktualizacja standardów w odpowiedzi na zmieniające się warunki rynkowe i oczekiwania społeczne – wymagać to będzie zmiany postawy regulatorów, uwzględniającej realia gospodarki z uwzględnieniem konkurencyjności przedsiębiorstw europejskich względem podmiotów działających poza Europą, w szczególności w Azji i USA.